# Turó d'en Banús
El Turó d'en Banús és una muntanya de 453 metres que es troba al municipi de Vilassar de Dalt, a la comarca del Maresme.